# Cryptactites peringueyi
Cryptactites peringueyi is een hagedis die behoort tot de gekko's (Gekkota) en de familie Gekkonidae.

## Naam en indeling
De wetenschappelijke naam van de soort werd voor het eerst voorgesteld door George Albert Boulenger in 1910. Oorspronkelijk werd de wetenschappelijke naam Phyllodactylus peringueyi gebruikt. De hagedis werd lange tijd tot het geslacht van de bladvingergekko's (Phyllodactylus) gerekend. De soort werd door Aaron Matthew Bauer, Daniel Andrew Good en William Roy Branch in 1997 aan het geslacht Cryptactites toegewezen en is tegenwoordig de enige vertegenwoordiger van deze monotypische groep. De soortaanduiding peringueyi is een eerbetoon aan de Franse entomoloog Louis Albert Péringuey (1855 - 1924).
Cryptactites peringueyi heeft geen nauwe verwantschap met andere in Afrika levende gekko's. Nadat de soort in 1910 werd ontdekt en beschreven werd er meer dan tachtig jaar lang geen enkel exemplaar gezien. Pas in 1992 werden enkele populaties herontdekt.

## Uiterlijke kenmerken
Cryptactites peringueyi is een relatief kleine soort; de maximale lichaamslengte exclusief staart is ongeveer drie centimeter. De staart is korter dan het lichaam. De lichaamskleur is bruin met donkere strepen en vlekken aan de bovenzijde. Mannetjes hebben lichtere tot gele strepen op het lichaam. De kop is afgeplat en de snuitpunt is spatelvormig. De kop is duidelijk van het lichaam te onderscheiden en de ogen zijn relatief klein.
De gekko heeft goed ontwikkelde poten met vijf tenen en vingers. Alle poten dragen bladvormige hechtlamellen.

## Verspreiding en habitat
De hagedis leeft in delen van zuidelijk Afrika en komt endemisch voor in Zuid-Afrika. Het verspreidingsgebied beperkt zich tot de provincie Oost-Kaap.
De habitat bestaat uit zoutwatermoerassen in kuststreken van Zuid-Afrika. De hagedis heeft zich gespecialiseerd in het leven in vochtige gebieden. Ook in door de mens aangepaste streken zoals stedelijke gebieden kan de hagedis worden gevonden. De soort is aangetroffen van zeeniveau tot op een hoogte van ongeveer 30 meter boven zeeniveau.
Cryptactites peringueyi heeft een zeer klein verspreidingsgebied dat geschat wordt op ongeveer veertig vierkante kilometer. Door de internationale natuurbeschermingsorganisatie IUCN wordt de soort als ernstig bedreigd (Critically Endangered of CR) beschouwd.

## Levenswijze
Het is een nachtactieve soort die zich overdag verstopt. De vrouwtjes zetten per keer twee eieren af, waarschijnlijk produceren ze meerdere legsels per jaar. De eieren zijn rond van vorm en wit van kleur. Als de juvenielen uit het ei kruipen zijn ze ongeveer twee centimeter lang.